# 5240 Kwasan
5240 Kwasan è un asteroide della fascia principale interna. Scoperto nel 2001, presenta un'orbita caratterizzata da un semiasse maggiore pari a 2,382182 UA e da un'eccentricità di 0,100983, inclinata di 5,618924° rispetto all'eclittica. Ha un diametro di 7,021 km, un periodo di rotazione di 5,673 ore e un'albedo di 0,393.
Fa parte della famiglia di asteroidi Vesta.
È dedicato all'osservatorio di Kwasan, in Giappone.